# Sécheval
Sécheval é uma comuna francesa na região administrativa de Grande Leste, no departamento das Ardenas. Estende-se por uma área de 13,79 km². Em 2010 a comuna tinha 565 habitantes (densidade: 41 hab./km²).